# Hermann Ferdinand Schell
Hermann Ferdinand Schell (* 19. Juni 1900 in Schwyz; † 4. Januar 1972 in Salzburg) war ein Schweizer Schriftsteller.

## Leben
Schell studierte zunächst Medizin und Jura, nahm aber bereits bald als Herausgeber der Zeitschrift „Das Gegenspiel“ und Mitbegründer des Bundes für Dramatische Dichtung aktiv am literarischen Leben seiner Zeit teil. Erst in Süddeutschland, insbesondere München, durch z. T. umstrittene Uraufführungen seiner Jugendwerke als Dramatiker auf sich aufmerksam machend, übersiedelt Schell nach Wien, nachdem er die österreichische Schauspielerin Margarethe Noé von Nordberg, auch bekannt als Margarethe von Noé, die zu dieser Zeit an den Münchener Kammerspielen wirkte, geheiratet hatte. Die vier Kinder, die aus dieser Verbindung hervorgehen, sind Maria Schell, Carl Hermann Schell, Maximilian Schell und Immy Schell, die alle beim Film und Theater Karriere machten. Nach dem Anschluss Österreichs an das Deutsche Reich kehrte die Familie 1938 in die Schweizer Heimat nach Zürich zurück.

## Werk
Das umfangreiche dramatische Werk Schells hatte u. a. Uraufführungen an so bedeutenden Theatern wie den Münchener Kammerspielen, dem Burgtheater Wien, dem Olympia-Theater Athen oder den Bregenzer Festspielen. Schell hinterließ ebenso ein beachtliches lyrisches Werk und tat sich außerdem auch als Romancier, Novellist und Essayist hervor.

### Lyrik
- Am siebenten Tag
- Frauenlieder
- Neue Gedichte
- Die zwölf kleinen Jesuslegenden
- Sang vom Bergell
- Zürcher Altstadt. Ein Gedichtzyklus
- Neun Gedichte
- 1962 – Elf Balladen

### Dramatik
- Der Bürgermeister von Zürich
- Eugenia
- Das Naturtalent
- Auf Befehl der Kaiserin
- Der Landvogt von Greifensee
- 1944 – Der verlorene Sohn
- Stunde der Entscheidung
- Das Winkelriedspiel

### Epik
- Domenica und die Brüder vom Septimer. Novelle
- Königsnovelle
- Das venezianische Bett. Novelle
- Cyrill. Roman
- Fridolin. Roman
- 1941 – Suworows letzte Liebe. Roman
- 1958 – Der Knabenspiegel. Jugenderinnerungen

### Essay
- Schillerrede
- Das Historische Drama
- Das Buch der Provence
- Niederländische Reise
- Salzburger Briefe
- Impressionen

## Nachleben
Gegen das allmähliche Vergessen des schriftstellerischen Werkes Hermann Ferdinand Schells, der in der ersten Hälfte des 20. Jahrhunderts als nicht unbedeutender Schweizer Schriftsteller galt, schienen sich u. a. besonders seine Kinder einzusetzen. So brachten Maria und Maximilian z. B. eine Sprechplatte heraus, auf der sie Texte ihres Vaters sprechen. Maximilian Schell trug bei verschiedenen Gelegenheiten gern das nicht eben kurze Gedicht Darf ich vorstellen … vor, das der Vater auf ihn schrieb und das mit der Zeile „Das ist mein geliebter Sohn.“ endet, u. a. vor einem Millionenpublikum in der Fernsehsendung Wetten, dass..?.

## Sprechplatten
- Darf ich vorstellen... Maria und Maximilian Schell lesen Jugenderinnerungen ihres Vaters Hermann Ferdinand Schell (Ariola)